# تيرهينيون

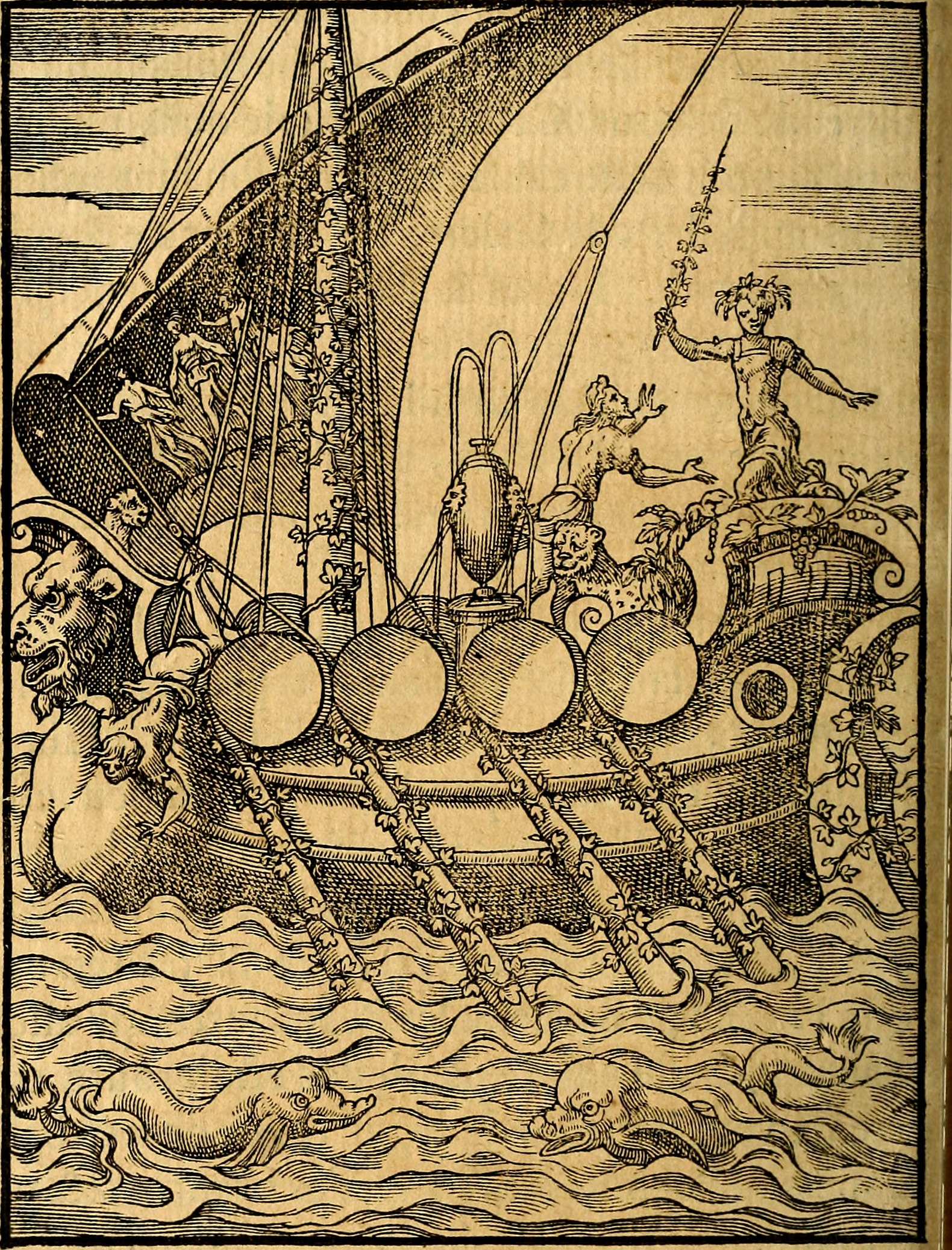

التيرهينيون (بالإنكليزية Tyrrhenians أو Tyrsenians) ، اسم استخدمه المؤلفون الإغريق للإشارة إلى الشعوب غير الإغريقية .
و قد ارتبط بعدة أقوام مثل البيلاسجيون أو الاتروسكان أو اللمنيون